# 女賭博師
『女賭博師』（おんなとばくし）は、ツボ振りや胴師を演じる江波杏子が主演の、大映製作のヤクザ映画シリーズ。全17作品。第1作の「女の賭場」は、若尾文子の主演予定であったが、若尾が負傷で出演出来なくなり、江波が代役を務めることとなり、江波の代表作となった。
江波の役名は、シリーズ途中から「大滝銀子」に固定され、愛称も「昇り龍のお銀」となった。

## 作品リスト
- 女の賭場  (1966.11.26日)
  - 監督：田中重雄 脚本：直居欽哉、服部佳、原案：青山光二
  - 出演:江波杏子(役名：沢井アキ）、水原浩一、酒井修、川津祐介、渡辺文雄
- 女賭博師 (1967.07.15日)
  - 監督：弓削太郎、原作：松浦健郎、脚本：松浦健郎
  - 出演：江波杏子(役名：絵森夏江)、加藤嘉、川口小枝、山田吾一、本郷功次郎、内田良平
- 女賭場荒し (1967.09.30日)
  - 監督：弓削太郎、脚本：長谷川公之
  - 出演 : 江波杏子（役名：大滝銀子）、成田三樹夫、高千穂ひづる、加藤嘉、桂米丸、都家かつ江、小池朝雄
- 三匹の女賭博師 (1967.11.15日)
  - 監督：田中重雄、脚本：下飯坂菊馬
  - 出演:江波杏子（役名：西沢千加）、安田道代、三条魔子、上野山功一、見明凡太朗
- 関東女賭博師 (1968.01.27日)
  - 監督：井上芳夫、脚本：長谷川公之
  - 出演：江波杏子（役名：以後すべて大滝銀子）、姿美千子、伊藤孝雄、内藤武敏、田中邦衛
- 女賭博師乗り込む (1968.02.24日)
  - 監督：田中重雄、脚本：長谷川公之
  - 出演：江波杏子、安田道代、三条魔子、滝田裕介、長谷川待子、早川雄三、水戸光子、浪花千栄子
- 女賭博師鉄火場破り (1968.05.01日)
  - 監督：井上芳夫、脚本：長谷川公之
  - 出演：江波杏子、成田三樹夫、原知佐子、垂水悟郎、内藤武敏、大友柳太朗
- 女賭博師尼寺開帳 (1968.07.27日)
  - 監督：田中重雄  脚本：高岩肇
  - 出演：江波杏子、三条魔子、川津祐介、大坂志郎、志村喬
- 女賭博師絶縁状 (1968.09.21日)
  - 監督：田中重雄、脚本：長谷川公之
  - 出演：江波杏子、島田正吾、長谷川待子、成田三樹夫、平泉征、安部徹
- 女賭博師奥ノ院開帳 (1968.11.16日)
  - 監督：井上芳夫、脚本：石松愛弘
  - 出演：江波杏子、伴淳三郎、田中邦衛、笠原玲子、八代順子
- 女賭博師みだれ壷 (1968.12.28日)
  - 監督：田中重雄、脚本：高岩肇
  - 出演：江波杏子、長門勇、八代順子、見明凡太朗、浪花千栄子
- 女賭博師さいころ化粧 (1969.02.08日)
  - 監督：井上芳夫、脚本：石松愛弘、井上芳夫
  - 出演：江波杏子、久保菜穂子、露口茂、大坂志郎、成田三樹夫、内田朝雄
- 女賭博師十番勝負 (1969.05.01日)
  - 監督：田中重雄、脚本：高岩肇
  - 出演：江波杏子、峰岸隆之介、高千穂ひづる、大坂志郎、船越英二、小松方正、夏純子
- 女賭博師丁半旅 (1969.08.09日)
  - 監督：井上芳夫、原案：安本莞二、脚本：堺武彦
  - 出演：江波杏子、佐藤允、藤巻潤、久保菜穂子、内田朝雄、鈴木瑞穂
- 女賭博師花の切り札 (1969.11.15日)
  - 監督：井上芳夫、脚本：石松愛弘
  - 出演：江波杏子、天知茂、船越英二、津川雅彦、成田三樹夫、佐々木孝丸
- 女賭博師壷くらべ (1970.02.21日)
  - 監督：井上芳夫、脚本：高岩肇、井上芳夫
  - 出演：江波杏子、丸山明宏、成田三樹夫、園井啓介、真山知子、高橋昌也、北竜二
- 新女賭博師 壷ぐれ肌 (1971.02.17日)
  - 監督：三隅研次、脚本：高岩肇
  - 江波杏子、安田道代、本郷功次郎、川崎あかね、水上保広、渡辺文雄